# Need for Speed: Most Wanted
Need for Speed: Most Wanted (рус. Жажда скорости: Самый разыскиваемый; сокр. NFSMW) — компьютерная игра серии Need for Speed в жанре аркадной автогонки, разработанная студией EA Canada и изданная компанией Electronic Arts для консолей, персональных компьютеров и мобильных телефонов в 2005 году. Выход игры был приурочен к началу продаж новой консоли Xbox 360, диск с игрой поставлялся в комплекте с приставкой. В России Most Wanted издавалась компанией «Софт Клаб», первоначально с русской документацией, а с 2006 года — полностью на русском языке. Версия игры для PlayStation Portable была выпущена под названием Need for Speed: Most Wanted 5-1-0.
Действия игры происходят в вымышленном городе Рокпорт, в котором игроку предоставлена свобода передвижения. По сюжету главный герой выигрывает гонки и продвигается вверх по «Чёрному списку» гонщиков, чтобы вернуть свой автомобиль BMW M3 GTR, отвоёванный Рэйзором обманным путём. Need for Speed: Most Wanted сочетает в себе уличные гонки, а также тюнинг автомобилей с оптимизацией настроек и полномасштабные полицейские преследования. Для продвижения по сюжету игрок должен выигрывать гонки «Чёрного списка» и уходить от полицейских преследований, за что зарабатывает очки, тем самым набирая рейтинг среди других гонщиков «Чёрного списка».
Разработка Need for Speed: Most Wanted началась в 2004 году после выхода Need for Speed: Underground 2. Разработчики решили в новой игре реализовать полицейские погони и дорогие автомобили, тем самым вернуть серию «к корням», чтобы привлечь широкую игровую аудиторию. Игра была анонсирована на Е3 2005. Need for Speed: Most Wanted получила положительные отзывы от игровой прессы. Обозреватели хвалили интересный игровой процесс, графику и звуковые эффекты, но критике подвергали интеллект соперников. Need for Speed: Most Wanted стала коммерчески успешным проектом — по состоянию на 2009 год было продано более 16 миллионов экземпляров игры по всему миру, а на данный момент игра продалась тиражом в 17 миллионов копий, став самой удачной частью в серии.

## Игровой процесс

Гонка типа «Истребитель» на Porsche 911 Carrera S. В Need for Speed: Most Wanted необходимо выигрывать в гонках «Чёрного списка», чтобы продвигаться по сюжетной линии

Все события в Need for Speed: Most Wanted происходят осенью, но только днём, а не ночью. Игровой процесс сосредоточен на уличных гонках. Основным, сюжетным режимом игры является «Карьера». Как и в предыдущей части серии, Need for Speed: Underground 2, игроку предоставлена свобода передвижения по городу. Во время свободного вождения игрок может найти пиктограммы гонок; внешний вид этих пиктограмм зависит от типа соревнования. В отличие от Underground 2, в Most Wanted игроку не обязательно доезжать до места проведения гонки в городе, а вместо этого можно выбрать гонку в гараже. Помимо гонок, по городу можно обнаружить гаражи игрока (англ. Safehouses), авторынки и магазины запчастей, которые открываются на протяжении игры. Также в городе можно обнаружить радары. Если проехать мимо них с требуемой скоростью, то игрок получит дополнительный рейтинг.
В режиме «Карьера» представлен так называемый «Чёрный список», который состоит из 15 гонщиков, с которыми придётся устроить гонки на протяжении игры. Игрок начинает с 15-го места и в конце прохождения заканчивает вершиной — первым местом. Для того, чтобы вызвать гонщика «Чёрного списка» на гонку, необходимо пройти определённое количество гонок и пари, получая рейтинг, который можно заработать в полицейских погонях. Среди таких заданий с полицией могут быть уничтожение полицейских автомобилей, объезд лент с шипами, участие в преследовании определённое время и другие. После того, как игрок выполнил все условия, на карте появляется обозначение гонки с боссом, в которых нужно выиграть несколько гонок различных типов. После победы игрок может выбрать два из шести призовых маркера в виде ромбов. В них могут находиться карточки для решения проблем с полицией, дополнительные денежные средства, запчасти, декор для автомобилей. Также после победы над боссом игрок может получить его машину (после победы над Рэйзором игрок возвращает себе прежнюю машину). Новые запчасти и автомобили в игре также открываются по мере прохождения режима «Карьера». Во время прохождения игроку будут присылать сообщения, в которых могут содержаться полезные советы или информация о предстоящих событиях.
Помимо «Карьеры», в Need for Speed: Most Wanted представлен новый режим — «Погоня». В нём предоставлены постепенно открывающиеся гонки на время и задания с полицейскими погонями. Чем больше игрок прошёл заданий, тем сложнее они становятся. После выполнения определённого количества заданий открываются новые автомобили. Также в игре представлен режим «Быстрый заезд», в котором можно самому выбрать автомобиль и трассу, настроить тип гонки, количество соперников, плотность дорожного движения, сложность и фору. В разделе «Мои автомобили» можно выбрать и модифицировать машину для режима «Быстрый заезд».
В Need for Speed: Most Wanted внедрены некоторые игровые нововведения. Так, появилась возможность замедления времени, которая позволяет оценить обстановку и принять решение в непредвиденной ситуации (например, можно уклониться от неожиданно вылетевшего из-за поворота полицейского джипа/«носорога»/К9), а также легче проходить сложные повороты и таранить автомобили полиции. В игре исчезли повторы, вместо них на экране показывают выдающийся момент с наиболее зрелищного ракурса (например, при таране дорожного блока или при выраженном прыжке).

### Типы гонок
В Need for Speed: Most Wanted представлены различные типы гонок, знакомые по предыдущим играм серии, а также совершенно новые. Тем не менее, в отличие от двух предыдущих частей серии, Underground и Underground 2, в игре отсутствует «Дрифтинг». Также гонки теперь проходят только на территории города, а заезды на отдельных треках в игре отсутствуют.
- «Кольцо» (англ. Circuit) представляет собой гонку по замкнутой трассе. Цель игрока — проехать несколько кругов и пересечь финишную черту первым. На протяжении всей гонки ведётся счётчик статистики кругов и места в списке первенства. Количество кругов, которые необходимо проехать, меняется от карты к карте и составляет от двух до пяти. Нередко трассы гонок такого типа имеют множество поворотов и требуют от игрока настройки машины на чувствительное управление и быстрый разгон.
- «Спринт» (англ. Sprint) — тип гонки на заданном отрезке от одной точки на карте до другой. Трасса такого типа гонки не замкнута. Цель игрока — проехать трассу и финишировать первым. В течение гонки ведётся статистика продвижения по трассе в процентах и места, занимаемого игроком в списке первенства. Гонки такого типа чаще всего пролегают по автострадам и требуют от игрока не столько управляемости, сколько скорости.
- «Секундомер» (англ. TollBooth), аналогично «Спринту», представляет незамкнутую трассу. Главное отличие от «Спринта» — в наличии контрольных точек, расставленных на трассе. Кроме того, в данном типе гонки может участвовать только один игрок. На прохождение каждой контрольной точки отводится определённое время. Цель игрока — проехать все контрольные точки за указанное время. Запас времени не сгорает. Финишная черта также является контрольной точкой. Если игрок не успевает доехать до любой точки за указанное время, вся гонка считается проигранной. На протяжении гонки ведётся статистика продвижения по трассе, количеству пройденных точек и оставшемуся времени. Данный тип гонки не присутствовал в предыдущей игре серии.
- «Выбывание» (англ. Lap Knockout) аналогично «Кольцу» за тем исключением, что гонщик, завершив круг последним, выбывает из гонки. Таким образом, цель игрока — проехать все круги не последним. Количество гонщиков в данном соревновании — четыре, вследствие чего кругов всегда три. В данном типе гонки почти нет полиции (она присутствует в таких гонках только при прохождении Булла и Рэйзора из Чёрного списка).
- «Истребитель» (англ. Speedtrap) — тип гонки по незамкнутой трассе, аналогично «Спринту» и «Секундомеру». По всей трассе расставлены радары — контрольные точки, на которых фиксируется скорость проезжающих машин. Цель игрока — проехать эти точки с максимальной скоростью. Показатели скорости для каждого игрока складываются. Выигрывает не тот, кто первым пересечёт финишную черту, а игрок, набравший максимальное количество очков скорости. Однако после завершения гонки одним из участников у всех остальных начинают отниматься очки скорости, что даёт небольшое преимущество первому завершившему. На протяжении всей трассы ведётся статистика радаров, суммарной скорости и процента продвижения по трассе. Данный тип гонки не присутствовал в предыдущей игре серии.
- «Дрэг-рейсинг» (англ. Drag) — тип гонки, в которой игрок должен пересечь финишную черту первым, оптимально переключая передачи. В отличие от других типов гонок, управление осуществляется только с помощью механической коробки передач. Кроме того, в данном типе гонки игрок маневрирует по строго заданным полосам трассы, перестраиваясь из ряда в ряд. Почти любое столкновение с препятствием или транспортным средством ведёт к завершению гонки и проигрышу. Также можно перегреть двигатель (если продолжительное время удерживать стрелку тахометра в красной зоне) и сойти с дистанции. В течение игры ведётся статистика первенства. Это единственный режим, где движение гражданского транспорта строго подчинено скриптам. Также это единственный тип гонок, где вообще нет полиции.

### Погоня

Дорожный блок из полицейских машин загородил дорогу перед BMW M3 GTR. Полицейские погони являются важной отличительной чертой игры от двух предыдущих частей серии

После перерыва в серию вновь вернулась полиция. Если игрок нарушает скоростной режим, ломает объекты и таранит машины в гонке с максимальной вероятностью появления полиции либо в режиме свободной езды, в районе усиливаются полицейские патрули. Игра переходит в режим погони, когда игрок натыкается на такой патруль (при этом камера показывает машину, которая его заметила, и происходит слабая синяя вспышка). Игроку необходимо оторваться от полицейских и спрятаться, дождавшись прекращения погони. Основной параметр погони — статус (англ. heat level). В игре всего их семь, шесть из которых присутствуют в режиме «Карьера». Когда он повышается, происходит слабая синяя вспышка — такая же, как и тогда, когда игрока замечает патруль. По мере повышения уровня к погоне подключаются разные полицейские подразделения, расширяется их тактический арсенал. На пятом и шестом уровнях погони к преследователям присоединяется сержант Кросс, характерная раскраска автомобиля которого заметно отличает его от других полицейских. Все достижения и рейтинги, полученные во время полицейских преследований, например, количество выведенных из строя машин полиции и обойдённых дорожных блоков, записываются в «Досье», которое становится доступным после прохождения первых нескольких гонок режима «Карьера». В нём игрок может посмотреть и сравнивать свои результаты с другими гонщиками «Чёрного списка».
За разбивание полицейских машин игрок получает дополнительный рейтинг. Разные полицейские автомобили более или менее подвержены повреждениям. Так, например, «носорога» тяжелее выводить из строя, чем другие полицейские машины. Дорожные блоки на широких дорогах часто имеют промежуток с одной либо обеих сторон. Иногда там могут находиться «ко́злы», шипы или дорожные заграждения со знаком «STOP». Если автомобиль наедет на ленту с шипами, то проколет шины, что приведёт к потере возможности дальнейшего передвижения или же к снижениям показателей максимальной скорости и управляемости машины. Кроме того, если скорость игрока составляет менее 20 км/ч и рядом оказывается полицейская машина, индикатор внизу экрана начинает смещаться к делению «арест». По достижении этого деления погоня заканчивается арестом игрока. Если это происходит в режиме карьеры, то игрок подвергается штрафу и получает предупреждение о возможной конфискации автомобиля. Размер штрафа зависит от нарушений и причинённого ущерба. Если игрок не может оплатить штраф или количество предупреждений достигает максимума, его автомобиль конфискуют (однако через некоторое время конфискованный автомобиль можно будет выкупить за деньги или за жетон), а если у игрока конфискуют последний автомобиль, то игра заканчивается и начинается с того момента, когда оставался последний автомобиль. Также в режиме карьеры за каждой машиной игрока устанавливается свой уровень погони. Его можно снизить, изменяя внешность машины (обвес, окраска) или если не попадаться на глаза полицейским некоторое время.
Если игрок скрылся от полиции, погоня переходит в режим ожидания. Появляется постепенно заполняющийся индикатор — когда он заполнится до конца, погоня прекращается. Район, где последний раз был замечен игрок, подвергается усиленному патрулированию полицейских. В этом режиме появляются «укрытия» (белые кружки на карте, выделенные пунктирной линией), где можно существенно ускорить заполнение индикатора, а также спрятаться от вертолёта, появление которого также возможно в ходе преследования, начиная с четвёртого статуса погони. Если игрок оказывается замеченным полицией до заполнения индикатора, погоня возвращается в активный режим. У вертолёта запас топлива ограничен, поэтому иногда он будет улетать на дозаправку. В активном режиме погони на карте появляются «прерыватели погони» — большие, но хрупкие конструкции, которые можно обрушить на преследователей и вывести их из строя. Со временем эти конструкции восстанавливаются, и их можно вновь обрушить на полицейских.

### Многопользовательская игра
На платформах Xbox 360, Xbox, Windows и PlayStation Portable присутствует возможность многопользовательской игры через Интернет до четырёх игроков в таких типах гонок, как «Кольцо», «Спринт», «Выбывание» и «Истребитель». Официальные серверы для многопользовательской онлайн-игры были закрыты 11 августа 2011 года, поскольку были созданы новые игры серии с обширными сетевыми возможностями — Need for Speed: World и Need for Speed: Hot Pursuit. Также причина закрытия отмечалась как невозможность поддержания хостинга серверов. Сейчас доступен только локальный режим до четырёх игроков (LAN).
В версиях для приставок PlayStation 2 и GameCube сетевая игра отсутствует, однако есть многопользовательский режим для двух игроков с технологией разделённого экрана; этот режим также доступен на консолях Xbox и Xbox 360.

### Автомобили
В Need for Speed: Most Wanted, как и в предыдущих частях серии, представлены лицензированные автомобили от известных мировых производителей. В игре впервые в серии появились такие автомобили, как Audi A4 (B7) и Cadillac CTS. Большая часть машин в игре также перешла из Need for Speed: Underground 2, однако внедорожники отсутствуют (за исключением внедорожников полиции — «носорогов»). В отличие от двух предыдущих частей, в Most Wanted снова заметна градация автомобилей от обычных серийных машин до спорткаров и суперкаров. Последние в игре по большей части перешли из Need for Speed: Hot Pursuit 2, такие как Lotus Elise, Lamborghini Murciélago и Porsche 911. Кроме того, в игре присутствует возможность ездить на автомобилях полицейских и трафика в режиме «Погоня», однако они недоступны в режиме «Карьера». В режиме «Карьера» автомобили можно покупать в авторынках, находящихся в городе, или выиграть в гонках с боссами. Помимо этого, машину можно продать за половину её стоимости. Повреждения автомобилей игрока и соперников в Need for Speed: Most Wanted выполнены условно, отображаясь лишь в виде царапин на кузове и треснувших стёкол, и не влияют на поведение автомобиля на дороге (исключение составляют проколотые шины, что приводит к потере возможности управления автомобилем). Технические характеристики автомобилей в игре не являются реальными и зачастую не совпадают с их настоящими аналогами.
Как и в Underground и Underground 2, в Most Wanted предоставлены возможности модифицирования автомобилей, однако они стали менее обширными, и вместо скрытых по городу магазинов для разных деталей присутствуют доступные изначально магазины, в каждом из которых есть три вида изменения машины — стайлинг (позволяет изменить кузовные детали и диски), тюнинг (изменение силового агрегата и ходовой части) и отделка (покраска и наклейки). Из игры исчезли возможности изменения боковых зеркал, неоновой подсветки и многого другого, а также уменьшились возможности по покраске автомобилей — была убрана покраска отдельных деталей, например выхлопных труб и спойлеров. Вместо же отдельного изменения передних, задних бамперов и порогов, предоставляется кузовной комплект. После установки деталей, улучшающих технические характеристики автомобиля, такие как двигатель, трансмиссия, подвеска, шины, турбонаддув, тормоза и закись азота, во время свободной езды их можно настраивать по предпочтениям игрока для тех или иных гонок.

## Сюжет

### Игровой мир
Все действия игры разворачиваются в городе Рокпорт (англ. Rockport), который заключает в себе 3 основных района:
- Розвуд (англ. Rosewood) — этот район, утопающий в осенней желтизне холмов, представляет собой учебно-развлекательный центр Рокпорта. В центре находится университетский городок, с северной части к которому примыкает парк, плавно переходящий в поле для гольфа. Западнее студгородка расположен бейсбольный стадион. Южную часть Розвуда занимает спальный район, опутанный сетью дорог и переулков. Окольцовывает эту локацию скоростное шоссе, от которого к центру тянутся многочисленные извилистые дороги, предоставляющие возможность быстро переместиться в нужное место. Доступен с самого начала игры.
- Кэмден Бич (англ. Camden Beach) — это район рыбацких хижин (North Gray Point), сети туристических аттракционов (Ocean Hills), а также промышленных зон (Point Camden, South Gray Point). В этой местности расположено наибольшее количество коварных развилок, срезов, перепадов высот и прочих неожиданностей. Наибольший интерес представляют доки, которые находятся в южной части района: здесь просто уйма всяческих закоулков и трамплинов, составленных из частей кораблей. Открывается, когда игрок побеждает # 13 в «Чёрном списке» (Вик).
- Деловой центр Рокпорта (англ. Downtown Rockport) — деловой центр города представляют офисы, банки, фабрики, огромные небоскрёбы и множество стройплощадок. Открывается, когда игрок побеждает # 9 в «Чёрном списке» (Эрл).

### Персонажи
Помимо главного героя — протагониста игры, в Need for Speed: Most Wanted представлены персонажи, которые встречаются по сюжету игры и помогают или мешают герою. В съёмках видеозаставок игры принимали участие реальные актёры, что закрепилось в последующих частях серии Need for Speed.
- Миа Таунсенд (англ. Mia Townsend) — знакомая Рэйзора и подруга главного героя, которая помогает ему на протяжении игры, а также выступает против Рэйзора из-за нечестной гонки с главным героем. В конце игры сдаёт Рэйзора полиции, устраивает побег герою из города, и, как выясняется, является полицейским под прикрытием. Водит автомобиль Mazda RX-8[К 4].
- Кларенс Каллахэн, более известный как Рэйзор (англ. Razor) — главный антагонист игры. Поначалу был # 15 в «Чёрном списке», но в гонке с главным героем в начале сюжета подставил его, благодаря чему забрал его автомобиль и поднялся на первое место в «Чёрном списке». В конце игры был побеждён главным героем и арестован полицией. В начале игры водит автомобиль Ford Mustang GT, а после «победы» над героем — BMW M3 GTR.
- Кросс (англ. Cross) — сержант полиции Рокпорта, ездящий вместе со своей помощницей. В начале игры он хотел арестовать главного героя, но не успевает это сделать из-за вызова, поэтому он демонстративно проводит по машине протагониста ключом. В конце игры вызывает в погоню за героем все отряды полиции Рокпорта и теряет свою должность сержанта полиции. Водит полицейский Chevrolet Corvette C6.R[К 5].

#### Чёрный список
Помимо главных героев, в игре встречаются гонщики чёрного списка, с каждым из которых игроку предстоит состязаться на протяжении игры. О каждом гонщике можно прочитать биографию, просмотреть его машину и видеоролик с его участием.
| #  | Прозвище                   | Имя              | Автомобиль                       |
| -- | -------------------------- | ---------------- | -------------------------------- |
| 1  | Рэйзор (англ. Razor)       | Кларенс Каллахэн | BMW M3 GTR                       |
| 2  | Булл (англ. Bull)          | Тору Сато        | Mercedes-Benz SLR McLaren        |
| 3  | Ронни (англ. Ronnie)       | Рональд МакКри   | Aston Martin DB9                 |
| 4  | Джей Ви (англ. JV)         | Джо Вега         | Dodge Viper SRT 10               |
| 5  | Вебстер (англ. Webster)    | Вес Аллен        | Corvette C6                      |
| 6  | Минг (англ. Ming)          | Гектор Доминго   | Lamborghini Gallardo             |
| 7  | Камикадзе (англ. Kamikaze) | Кира Накасато    | Mercedes-Benz CLK 500            |
| 8  | Джевелс (англ. Jewels)     | Джейд Баррет     | Ford Mustang GT                  |
| 9  | Эрл (англ. Earl)           | Юджин Джеймс     | Mitsubishi Lancer Evolution VIII |
| 10 | Барон (англ. Baron)        | Карл Смит        | Porsche Cayman S                 |
| 11 | Биг Лу (англ. Big Lou)     | Лу Парк          | Mitsubishi Eclipse GT            |
| 12 | Исси (англ. Izzy)          | Изабель Диас     | Mazda RX-8                       |
| 13 | Вик (англ. Vic)            | Виктор Васкес    | Toyota Supra                     |
| 14 | Тэз (англ. Taz)            | Винс Келлиг      | Lexus IS 300                     |
| 15 | Сонни (англ. Sonny)        | Хо Сеун          | Volkswagen Golf GTI              |

### История
Главный герой приезжает в город Рокпорт на своей BMW M3 GTR в поисках соперников для гонок. Полиция города очень не любит гонщиков и борется с ними особенно упорно. Она ведёт статистику в соответствии с информацией по количеству преследований и причинённому ущербу. Определён так называемый «Чёрный список» из пятнадцати гонщиков, которые являются самыми разыскиваемыми в Рокпорте. Среди гонщиков города считается очень престижным попасть в этот список. В начале игры главного героя встречает сержант Кросс, который хотел его арестовать, но не смог из-за вызова, поэтому он демонстративно проводит по машине протагониста ключом. Разъезжая по городу, герой натыкается на Ронни МакКри, выигрывает у него гонку и затем следует за ним на тусовку местных гонщиков-нелегалов. Местная тусовка с недовольством встречает новичка. Герой участвует в гонках и побеждает. Когда настаёт время для гонки с Рэйзором, # 15 в «Чёрном списке», Рэйзор подстраивает поломку, так что в середине гонки у героя начинает течь масло, и в результате с сильным скрежетом и грохотом в двигателе он останавливается перед финишем, проигрывая гонку. Изгнанию героя из города бандой гонщиков-нелегалов помешали неожиданно нагрянувшие полицейские. Рэйзор забирает BMW и взлетает на первое место в списке благодаря машине главного героя, который был задержан сержантом Кроссом и его помощницей. Но вскоре после этого Миа, знакомая Рэйзора, недовольная тем, как бесчестно он поступил с новичком, увозит в центр Розвуда героя, выпущенного из тюрьмы за недостатком улик, предоставляя ему гараж.
Главный герой начинает медленно, но верно продвигаться вверх по «Чёрному списку», набирая авторитет и привлекая внимание полиции города. В этом ему помогает как Миа, так и гонщик-нелегал Рог, его старый друг, давая полезные советы по мере продвижения карьеры. После того, как герой, участвуя в гонке с антагонистом Рэйзором, выигрывает, тот настроен весьма решительно и агрессивно, и отдавать машину не собирается. Банда уже побеждённых уличных гонщиков поддерживает его, готовая применить силу, но тут появляется Миа, обездвиживает Рэйзора и останавливает накинувшуюся на неё банду, продемонстрировав полицейский жетон — всё это время она была детективом под прикрытием и куратором главного героя. Она сдаёт Рэйзора прибывшей полиции, но до их прибытия отпускает второго, вернув ему ключи от его машины. Бросив за главным героем все силы правопорядка в городе, Кросс выходит с ним на связь, проливая свет на детали спецоперации «Чёрный список». Выясняется, что главный герой на самом деле не выходил из тюрьмы за недостатком улик, а был завербован в качестве информатора и его задачей было уничтожить список изнутри, лишая гонщиков своих «колёс» (на что неоднозначно намекал Рэйзор по ходу развития сюжета). Прятаться в обычных укрытиях невозможно, так как полиция контролировала все безопасные места уличных гонщиков. Через пять минут преследования звонит Миа, чтобы сообщить о единственном способе уйти от преследования — проехать по изначально закрытой дороге и, разогнавшись, перелететь недостроенный мост и убраться прочь из города, что герой и делает.
Дальнейшие события сюжета развиваются в следующей игре — Need for Speed: Carbon.

## Разработка игры
Даже при том, что ни о какой игре ещё не объявили, компания Electronic Arts уже в 2004 году зарегистрировала доменное имя www.needforspeedmostwanted.com. По слухам, велась работа над новой частью серии Need for Speed. Позже, 11 апреля 2005 была опубликована информация об игре, согласно которой новая игра будет иметь подзаголовок Most Wanted. По словам разработчиков, в Need for Speed: Most Wanted будут реализованы широкие возможности тюнинга автомобилей, гонки по городским улицам, а также полицейские преследования, отсутствовавшие в Underground и Underground 2. Из известной информации также объявили, что новая игра будет выпущена на большом количестве игровых платформ: Xbox, PlayStation 2, GameCube, PlayStation Portable, Game Boy Advance, Nintendo DS, PC, а также на консоли нового поколения — Xbox 360. Такое решение было принято, поскольку разработчики хотели сделать проект доступным большой игровой аудитории, внеся в него различные нововведения. Кроме того, Need for Speed: Most Wanted стала первой игрой серии, в которой используются видеоролики с участием реальных актёров. По словам разработчиков, так было задумано для большей кинематографичности игры. Впоследствии ролики с актёрами были сняты к следующим играм серии.
19 мая 2005 года состоялся анонс игры, когда на портале Future Gamez было опубликовано превью с описанием новой части. Need for Speed: Most Wanted была представлена общественности 22 мая на ежегодной игровой выставке Е3 2005, где был показан первый трейлер, а также на стенде Electronic Arts была продемонстрирована ограниченная демоверсия игры для консоли Xbox 360. В версии для этой консоли использовались более качественные эффекты графики, более чёткие текстуры, освещение и размытие при движении, чем в версиях игры для других платформ, а также поддержка технологии HDDR. Помимо этого, в версиях для приставок Xbox 360, Xbox, PlayStation 2 и GameCube присутствовала поддержка широкоформатного разрешения. Разработкой игры занималась канадская группа разработчиков EA Canada совместно с EA Black Box, которая с момента её присоединения к EA Canada вела одну из главных брендовых серий Electronic Arts — Need for Speed. Поэтому Most Wanted совмещает идеи классических частей серии, такие как гонки на дорогих спортивных автомобилях и полицейские преследования с уличными гонками и тюнингом автомобилей. По известной от разработчиков информации графика в игре создана на базе движка EA Graphics Library (EAGL4), использовавшейся и в предыдущих частях серии. Разработчики также реализовали динамическую смену погодных условий во время игры, как и в предыдущем проекте серии — Underground 2.
Как и в предыдущих играх серии, в Need for Speed: Most Wanted есть возможность многопользовательской игры по сети Интернет. В версиях игры для консолей Xbox, Xbox 360 и для персональных компьютеров разработчики предусмотрели режим игры по сети. Также режим онлайн-игры планировался для игровой консоли PlayStation 2, однако в итоге от его реализации пришлось отказаться. По словам разработчиков, это связано с напряжённым графиком работы по созданию многопользовательского варианта игры и отсутствием времени на проверку онлайн-компонентов в целом, хотя версия для портативной приставки PlayStation Portable тоже имеет возможность игры по сети. Ранее, в предыдущих играх серии — Need for Speed: Underground и Need for Speed: Underground 2 на консоли PlayStation 2 была предусмотрена многопользовательская игра по сети. В бета-тестированиях на приставке PlayStation 2 сетевой режим присутствует, и кроме того, в бета-версии есть некоторые отличия от финальной в плане визуального стиля и геймплея, а также присутствие некоторых автомобилей, которые вырезаны в финальной версии (однако в файлах игры можно найти папки с этими машинами). Кроме того, Рог, который в финальной версии является помощником игрока, в бета-версии — # 16 в «Чёрном списке», которого сначала должен победить в гонке игрок.
25 августа 2005 года компания Electronic Arts объявила о дате выхода Need for Speed: Most Wanted. По предварительной информации, игра выйдет 15 ноября в Северной Америке и 25 ноября в европейских странах на консолях PlayStation Portable, GameCube, Xbox, PlayStation 2, Nintendo DS и на персональных компьютерах. 7 октября Electronic Arts открыла в Интернете портал на своём сайте, посвящённый Need for Speed: Most Wanted, где содержится известная информация об игре, скриншоты, обои и многое другое. Среди игрового сообщества изначально ходили слухи, что в Need for Speed: Most Wanted будет представлено более ста автомобилей, однако позже эту информацию опровергли. 15 октября Electronic Arts представила видео, в котором показано интервью с продюсером Need for Speed: Most Wanted Ларри ЛаПьером, рассказывающего об особенностях игры и отвечающий на интересующие игровое сообщество вопросы. 26 октября стало известно, что в начале следующего месяца будет выпущена демоверсия Need for Speed: Most Wanted для персональных компьютеров, однако никаких подробностей не было сказано. В последующие дни перед выпуском новой части компания Electronic Arts представляла различные трейлеры игры, показывающие особенности и игровой процесс в общих чертах. 2 ноября также появилось видео-интервью с арт-директором Need for Speed: Most Wanted, рассказывающем о создании игры.

## Версии и выпуски

Заглавное меню Bonus DVD, прилагающегося к коллекционному изданию игры — Black Edition

Need for Speed: Most Wanted поступила в продажу 15 ноября 2005 года на большинстве игровых платформ. Помимо этого, игра была выпущена на портативных системах Nintendo DS и Game Boy Advance, а также на мобильных телефонах; эти версии отличаются отсутствием открытого мира, упрощённой графикой и геймплеем. Версия Need for Speed: Most Wanted для Xbox 360 поставлялась вместе с приставкой как часть комплектации с прилагающимися шестнадцатью играми для консоли. Need for Speed: Most Wanted также выпускалась во многих странах и была переведена на множество языков. На территории России игра была издана компанией «Софт Клаб» первоначально с русской документацией, а с 2006 года — полностью на русском языке. 6 декабря 2005 года для Need for Speed: Most Wanted на персональные компьютеры был выпущен патч до версии 1.3, исправляющий некоторые технические проблемы в игре. 17 марта 2006 года компания Electronic Arts сообщила, что больше не собирается выпускать патчи для Need for Speed: Most Wanted, что вызвало негативную реакцию со стороны игроков. По словам компании, так было решено из-за недостатка времени и разработки других крупных продуктов.
Портированная версия игры для портативной игровой консоли PlayStation Portable была выпущена под названием Need for Speed: Most Wanted 5-1-0. Как и оригинальная игра, Most Wanted 5-1-0 содержит «Чёрный список» из пятнадцати гонщиков в режиме карьеры, а также режимы «Tuner Takedown» и «Outrun», недоступные в оригинальной Most Wanted. В первом игрок берёт роль полицейского, арестовывая нарушителей в течение определённого времени, «Outrun» же предполагает уход от полиции за некоторое время. В игре недостаёт многих элементов оригинала, таких как видеоролики, сюжетная линия и режим свободной езды, уменьшено количество автомобилей, а также присутствуют некоторые незначительные изменения (например, в «Чёрном списке» написано настоящее имя гонщика, а не прозвище). Кроме того, полицейские в Most Wanted 5-1-0 имеют возможность сбрасывать на дорогу шипы из своих автомобилей во время преследования. Название игры основано на комбинации чисел 5-1-0 — полицейском коде для уличных гонок.
Need for Speed: Most Wanted Black Edition является коллекционным изданием игры, выпущенным ограниченным тиражом к юбилею, десятилетию серии. О его выпуске впервые стало известно 22 сентября 2005 года. Это издание было разработано для платформ PlayStation 2, Xbox и для персональных компьютеров под управлением Windows. Релиз для консоли PlayStation 2 состоялся на территориях Северной Америки, Европы и Австралии, тогда как версии для Xbox и персональных компьютеров были выпущены только в Северной Америке. Это издание включает в себя эксклюзивные автомобили: гонки на классическом ’67 Camaro SS и BMW M3 GTR версии Street. Также в этой версии присутствуют специально настроенные автомобили: доступны к управлению модифицированные SL65 AMG, Porsche 911 GT2, Corvette C6.R и другие. Присутствуют эксклюзивные соревнования: три дополнительные гонки в основной сюжетной линии и специальное для Black Edition испытание в режиме «Погоня». К этому изданию также прилагается бонусный DVD: за кулисами с Джози Маран, эксклюзивным видео, концепт-артом и многим другим. Издание Black Edition также отличает чёрная коробка и более тёмный дизайн обложки.
Need for Speed: Most Wanted впоследствии была не раз переиздана. 14 ноября 2006 года игра вошла в состав сборника Need for Speed: Collector’s Series, разработанный и изданный компанией Electronic Arts для игровой консоли PlayStation 2, а 13 сентября 2007 года тот же сборник был портирован на ПК компанией Various и выпущенный на территории Европы. В 2006 году версия Most Wanted для Xbox 360 вошла в раздел «Platinum Hit» по сниженной цене. 22 мая 2012 года версия Need for Speed: Most Wanted для игровой приставки PlayStation 2 была портирована на PlayStation 3 и доступна для покупки в цифровом магазине PlayStation Store в разделе «PS2 Classics».

## Музыка
Как и в предыдущих играх серии Need for Speed, саундтрек Most Wanted включает в себя композиции от известных исполнителей разных жанров: рок, хип-хоп и электроника/техно-музыка. Музыкальные треки в игре звучат от Styles of Beyond, DJ Hyper, Static-X, The Prodigy, Disturbed и многих других. Вся музыка лицензирована лейблом EA Trax. В настройках EA Trax игрок может выбрать воспроизведение отдельных треков или включить последовательное или случайное проигрывание музыки, а в настройках звука есть возможность настройки воспроизведения интерактивных композиций.

### Лицензированный саундтрек
1. Styles of Beyond — «Nine Thou (Superstars Remix)»
2. Celldweller — «Shapeshifter (feat. Styles of Beyond)»
3. T.I. Presents The P$C — «Do Ya Thang»
4. Rock — «I Am Rock»
5. Suni Clay — «In a Hood Near You»
6. The Perceptionists — «Let’s Move»
7. Juvenile — «Sets Go Up»
8. Hush — «Fired Up»
9. DJ Spooky and Dave Lombardo — «B-Side Wins Again (feat. Chuck D)»
10. Lupe Fiasco — «Tilted»
11. Ils — «Feed the Addiction»
12. Celldweller — «One Good Reason (Instrumental)»
13. Hyper — «We Control»
14. Static-X — «Skinnyman»
15. Dieselboy + Kaos — «Barrier Break»
16. Disturbed — «Decadence»
17. The Prodigy — «You’ll Be Under My Wheels»
18. BT feat. The Roots — «Tao of the Machine (Scott Humphrey’s Remix)»
19. Stratus — «You Must Follow (Evol Intent VIP)»
20. Mastodon — «Blood and Thunder»
21. Evol Intent, Mayhem & Thinktank — «Broken Sword»
22. Bullet for My Valentine — «Hand of Blood»
23. Paul Linford and Chris Vrenna — «The Mann (The Neutral)»
24. Avenged Sevenfold — «Blinded In Chains»
25. Jamiroquai — «Feels Just Like It Should (Timo Maas Remix)»
26. Paul Linford and Chris Vrenna — «Most Wanted Mash Up (The Win)»

Для версии игры на портативных системах Game Boy Advance и Nintendo DS использован оригинальный саундтрек композитора Аллистера Бримбла.
Для режима погони музыку написал Пол Линфорд с последующим микшированием Криса Вренны. Музыка интерактивная и включается автоматически в начале погони. Музыкальное сопровождение составляют четыре разных темы, разбитых на короткие фрагменты: от ситуации на дороге (скорость машины, количество полицейских, режим активной погони или ожидания) зависит то, какой фрагмент проигрывается. Перед каждой погоней произвольным образом выбирается музыкальная тема, которая будет звучать первой. Её смена происходит примерно каждые десять минут погони, причём установлен строгий порядок их следования: после того, как будет проиграна последняя тема, вновь включается первая.

### Оригинальная музыка
15 мая 2006 года компания Electronic Arts на лейбле E.A.R.S. выпустила альбом Need for Speed: Most Wanted Original Music композитора Пола Линфорда с оригинальной музыкой из игры в цифровом формате. В феврале 2007 года был выпущен коммерческий промо-альбом с музыкальными композициями, представленными в игре, который не поступил в продажи.
Музыка из Need for Speed: Most Wanted впоследствии звучала в следующей игре серии — Need for Speed: Carbon, где использовались интерактивные композиции Пола Линфорда во время полицейских преследований. Композиции из Most Wanted позже были добавлены в обновление «Legends» для игры Need for Speed 2015 года.
| №   | Название                 | Длительность |
| --- | ------------------------ | ------------ |
| 1.  | «Kick It Up a Notch»     | 4:26         |
| 2.  | «Feels Good Donit»       | 3:26         |
| 3.  | «My, My, Missy»          | 1:25         |
| 4.  | «Don't Like It Do Ya»    | 7:32         |
| 5.  | «Ya Think»               | 1:33         |
| 6.  | «Not Sure 'bout This»    | 3:22         |
| 7.  | «This Doesn't Look Good» | 3:36         |
| 8.  | «Layin' Low»             | 1:22         |
| 9.  | «Bet'r Ride»             | 2:19         |
| 10. | «Kiss Yer _ss Goodbye»   | 2:57         |
| 11. | «Take That Dawg»         | 3:30         |
| 12. | «Busted»                 | 1:37         |
| 13. | «Stakes Are Higher»      | 2:33         |
| 14. | «Lucky Break»            | 3:06         |

## В ролях

### Ключевые роли
- Пол Дзенкив (англ. Paul Dzenkiw) — Ронни
- Джози Маран (англ. Josie Maran) — Миа
- Дин МакКензи (англ. Dean M. McKenzie) — сержант Кросс
- Дерек Хэмилтон (англ. Derek Hamilton) — Рэйзор
- Кевин Остви (англ. Kevin Ohstji) — Булл
- Лорали Статс (англ. Lohralee Stutz) — женщина-офицер
- Симона Байли (англ. Simone Bailly) — женщина-офицер, которая появляется в видеозаставках игры как привлекательная напарница сержанта Кросса. В титрах не указана, зато известно, что её роль сыграла Симона Байли — довольно известная канадская актриса[52].

### Второстепенные роли
- Хагуа Арнеха (англ. Jagua Arneja) — Джей Ви
- Корин Хансон (англ. Corin Hanson)
- Ребекка Хастингс (англ. Rebecca Hastings)
- Алекс Холц (англ. Aleks Holtz) — Главный герой
- Кари Лакомски (англ. Kari Lakomski) — Джевелс
- Дерек МакИвер (англ. Derek McIver)
- Николас Бёрк (англ. Nicholas Burke) — Вебстер
- Альфа Минг (англ. Alfa Ming) — Минг
- Джина Нгуен (англ. Gina Nguyen) — Камикадзе
- Мигель Прейслер (англ. Miguel Preysler) — Вик
- Милена Рука — Исси
- Джакобо Сарти (англ. Jacobo Sarti)
- Миш Совер (англ. Miche Sauveur) — Эрл
- Ребекка Селби (англ. Rebecca Selby)
- Даниела Торок (англ. Daniela Torok)
- Лара Фолькер (англ. Lara Volker)
- Джастин Виб (англ. Justin Wiebe) — Тэз
- Кевин Ё (англ. Kevin Yeo) — Сонни

### Озвучивание
- Брайан Блум (англ. Brian Bloom) — 2-й офицер
- Джон Бруно[англ.] — офицер вертолёта
- Роб Клотуорти (англ. Rob Clotworthy) — старший офицер
- Дэвид Кули (англ. David Cooley) — 2-й офицер
- Джуди Дюран (англ. Judi M. Durand) — диспетчер и 2-й офицер
- Риф Хаттон (англ. Rif Hutton) — 2-й офицер
- Гарри Джонсон (англ. Harry Johnson) — старший офицер
- Ванесса Маршалл[англ.] — 2-й офицер
- Боб Нилл (англ. Bob Neill) — старший офицер
- Пеппер Суини (англ. Pepper Sweeney) — 2-й офицер
- Андре Сольюццо[англ.] — Рог/рассказчик
- Кристофер Джеймс Уильямс (англ. Christopher J. Williams) — сержант Кросс

Российский релиз игры Need for Speed: Most Wanted от компании «1С-СофтКлаб» озвучивали известные актёры российского дубляжа:
- Елена Соловьёва — Миа Таунсенд; диспетчер полиции
- Александр Новиков — Рог; диспетчер полиции; рассказчик в обучающих роликах
- Владислав Копп — «Рэйзор»
- Андрей Бархударов — Ронни; диспетчер полиции
- Сергей Бурунов — Вик; Булл; диспетчер полиции
- Юрий Брежнев — Эрл; диспетчер полиции
- Борис Быстров — сержант Кросс
- Елена Борзунова — помощница Кросса; диспетчер полиции
- Всеволод Кузнецов
- Дмитрий Полонский — офицер вертолёта
- Андрей Ярославцев
- Руслан Игнатов

## Оценки и мнения
| Сводный рейтинг       | Сводный рейтинг | Сводный рейтинг | Сводный рейтинг           | Сводный рейтинг           | Сводный рейтинг           | Сводный рейтинг | Сводный рейтинг           | Сводный рейтинг           | Сводный рейтинг |
| Издание               | Оценка          | Оценка          | Оценка                    | Оценка                    | Оценка                    | Оценка          | Оценка                    | Оценка                    | Оценка          |
| Издание               | DS              | GBA             | GC                        | PC                        | PS2                       | PSP             | Xbox                      | Xbox 360                  | Мобильные       |
| --------------------- | --------------- | --------------- | ------------------------- | ------------------------- | ------------------------- | --------------- | ------------------------- | ------------------------- | --------------- |
| GameRankings          | 46,89 %         | 67,33 %         | 79,36 %                   | 81,50 %                   | 81,56 %                   | 74,13 %         | 82,59 %                   | 83,05 %                   | 78,50 %         |
| Game Ratio            | 48 %            | N/A             | 85 %                      | 85 %                      | 85 %                      | N/A             | 85 %                      | 82 %                      | N/A             |
| Metacritic            | 45/100          | N/A             | 80/100                    | 82/100                    | 82/100                    | N/A             | 83/100                    | 83/100                    | N/A             |
| MobyRank              | 38/100          | N/A             | 82/100                    | 86/100                    | 84/100                    | N/A             | 83/100                    | 82/100                    | N/A             |
| Иноязычные издания    |                 |                 |                           |                           |                           |                 |                           |                           |                 |
| Издание               | Оценка          | Оценка          | Оценка                    | Оценка                    | Оценка                    | Оценка          | Оценка                    | Оценка                    | Оценка          |
| Издание               | DS              | GBA             | GC                        | PC                        | PS2                       | PSP             | Xbox                      | Xbox 360                  | Мобильные       |
| 1UP.com               | N/A             | N/A             | N/A                       | 8,5/10                    | 8,5/10                    | N/A             | 8,5/10                    | 8,5/10                    | N/A             |
| AllGame               | [ 80 ]          | [ 81 ]          | [ 82 ]                    | [ 83 ]                    | [ 84 ]                    | N/A             | [ 85 ]                    | [ 86 ]                    | [ 87 ]          |
| EGM                   | N/A             | N/A             | 7,5/10                    | N/A                       | 7,5/10                    | N/A             | 7,5/10                    | 7,33/10                   | N/A             |
| Eurogamer             | N/A             | N/A             | N/A                       | N/A                       | N/A                       | N/A             | N/A                       | 8/10                      | N/A             |
| G4                    | N/A             | N/A             | N/A                       | N/A                       | N/A                       | N/A             | N/A                       | 4/5                       | N/A             |
| Game Informer         | N/A             | N/A             | 8,5/10                    | N/A                       | 8,5/10                    | N/A             | 8,5/10                    | 9/10                      | N/A             |
| GamePro               | N/A             | N/A             | N/A                       | N/A                       | [ 93 ]                    | N/A             | N/A                       | [ 89 ]                    | N/A             |
| GameRevolution        | N/A             | N/A             | N/A                       | N/A                       | N/A                       | N/A             | N/A                       | B+                        | N/A             |
| GameSpot              | 5,3/10          | 6,2/10          | 8,4/10                    | 8,4/10                    | 8,4/10                    | N/A             | 8,4/10                    | 8,4/10                    | 6,6/10          |
| GameSpy               | N/A             | N/A             | [ 103 ]                   | [ 104 ]                   | [ 105 ]                   | N/A             | [ 106 ]                   | [ 107 ]                   | N/A             |
| GameTrailers          | N/A             | N/A             | N/A                       | N/A                       | N/A                       | N/A             | N/A                       | 8,8/10                    | N/A             |
| GameZone              | N/A             | N/A             | N/A                       | N/A                       | 8,4/10                    | N/A             | 8,7/10                    | 8,5/10                    | N/A             |
| IGN                   | 4/10            | N/A             | 8,5/10                    | 8,5/10                    | 8,5/10                    | N/A             | 8,5/10                    | 8/10                      | 9,1/10          |
| Nintendo Power        | 6/10            | N/A             | 8/10                      | N/A                       | N/A                       | N/A             | N/A                       | N/A                       | N/A             |
| Nintendo World Report | 2,5/10          | 5/10            | 6,5/10                    | N/A                       | N/A                       | N/A             | N/A                       | N/A                       | N/A             |
| OPM                   | N/A             | N/A             | N/A                       | N/A                       | 4/5                       | N/A             | N/A                       | N/A                       | N/A             |
| OXM                   | N/A             | N/A             | N/A                       | N/A                       | N/A                       | N/A             | 9/10                      | 9/10                      | N/A             |
| PALGN                 | N/A             | N/A             | N/A                       | N/A                       | N/A                       | N/A             | 8,5/10                    | 7/10                      | N/A             |
| PC Gamer (UK)         | N/A             | N/A             | N/A                       | 63/100                    | N/A                       | N/A             | N/A                       | N/A                       | N/A             |
| Play (UK)             | N/A             | N/A             | N/A                       | N/A                       | N/A                       | N/A             | N/A                       | 9/10                      | N/A             |
| TeamXbox              | N/A             | N/A             | N/A                       | N/A                       | N/A                       | N/A             | 8,7/10                    | 8,3/10                    | N/A             |
| VideoGamer            | N/A             | N/A             | 8/10                      | N/A                       | 8/10                      | N/A             | 8/10                      | 7/10                      | N/A             |
| XboxAddict            | N/A             | N/A             | N/A                       | N/A                       | N/A                       | N/A             | N/A                       | 4,7/5                     | N/A             |
| Русскоязычные издания |                 |                 |                           |                           |                           |                 |                           |                           |                 |
| Издание               | Оценка          | Оценка          | Оценка                    | Оценка                    | Оценка                    | Оценка          | Оценка                    | Оценка                    | Оценка          |
| Издание               | DS              | GBA             | GC                        | PC                        | PS2                       | PSP             | Xbox                      | Xbox 360                  | Мобильные       |
| Absolute Games        | N/A             | N/A             | N/A                       | 88 %                      | N/A                       | N/A             | N/A                       | N/A                       | N/A             |
| PlayGround.ru         | N/A             | N/A             | N/A                       | 8,5/10                    | N/A                       | N/A             | N/A                       | N/A                       | N/A             |
| «Игромания»           | N/A             | N/A             | N/A                       | 8,5/10                    | N/A                       | N/A             | N/A                       | N/A                       | N/A             |
| «Страна игр»          | N/A             | N/A             | 9/10 (сайт) 9/10 (журнал) | 9/10 (сайт) 9/10 (журнал) | 9/10 (сайт) 9/10 (журнал) | N/A             | 9/10 (сайт) 9/10 (журнал) | 9/10 (сайт) 9/10 (журнал) | N/A             |

Need for Speed: Most Wanted была преимущественно положительно встречена игровой прессой. На сайтах-агрегаторах GameRankings и Metacritic версия игры для Xbox 360 получила оценки 83,05 % и 83/100, Xbox-версия — 82,59 % и 83/100, версия для PlayStation 2 — 81,56 % и 82/100, PC-версия — 81,50 % и 82/100, а версия для GameCube — 79,36 % и 80/100 соответственно.
Джефф Герстманн (GameSpot) поставил проекту 8,4 балла из 10. Обозреватель похвалил захватывающие полицейские погони, выдающиеся звуковые эффекты, графику и геймплей, но покритиковал ИИ соперников, который «не слишком яркий вначале, но агрессивно умный позднее». По мнению рецензента из IGN, Дугласа С. Перри, поставившего 8,5 баллов из 10, Need for Speed: Most Wanted достойна покупки и принесёт много часов удовольствия игроку. К плюсам критик относит качественную графику, озвучивание и чувство скорости. Те же представители также отмечали более красивую графику и эффекты в версии для приставки Xbox 360. Обозреватель из GamesRadar высоко отозвался о нововведениях — полиции, игровом процессе и суперкарах; однако было названо позором отсутствие полиции в режиме мультиплеера, но «это упущение компенсируется высоким качеством проекта». Журналист из Electronic Gaming Monthly назвал Most Wanted «весёлой» гонкой, хотя немного покритиковал повторяющиеся задания. Сдержанный отзыв о проекте оставил критик Nintendo World Report, поставив игре 6,5 баллов из 10 возможных, сказав, что игра понравится только ярым фанатам Need for Speed, но также отметил и некоторые улучшения в геймплее.
Российские издания также оценили Need for Speed: Most Wanted по достоинству. На сайте Absolute Games игру оценили в 88 % и похвалили за полицейские преследования, игровой процесс, а также графическое оформление. Тем не менее Михаил 'Redguard' Калинченков отметил такие недостатки, как «зубчатые» тени на видеокартах от ATI, затянутое прохождение и при этом плохой сюжет: «Сценаристам — жирный кол». На PlayGround.ru отметили возможность начинать задания из меню, а не доезжая к ним по городу, как в предыдущей части, что позволяет «максимально сосредоточиться на самих гонках». Неоднозначный отзыв оставили в журнале «Игромания». С одной стороны представителям понравились гонки, графика и полиция, но отмечались и недоработки. В итоге игра была названа «лучшей в своём жанре, но не самой лучшей в сериале Need for Speed», и получила 8,5 баллов из 10. Высокую оценку в 9 баллов из 10 дали в журнале «Страна игр». Похвалы удостоились полицейские погони, «идиллический» визуальный стиль и управление, но к минусам отнесено затянутое прохождение. «Со временем этот однообразный процесс успевает так надоесть, что 60 % игроков бросают карьеру на половине пути, и лишь оставшиеся 40 %, скрипя зубами, всё-таки добираются до финала», — заявил рецензент.
Музыка игры была неоднозначно, но в основном положительно оценена критиками. Композитор Пол Линфорд был номинирован на получение премии «Golden Joystick Awards» в номинации «Саундтрек года». Скотт Осборн из GameSpy похвалил использование оркестровых композиций в полицейских погонях, которые, по словам обозревателя, «добавляют напряжённости», однако критиковал «второсортные» рэп-песни и рок-мелодии, составляющие большую часть саундтрека. Рецензент сайта Game Revolution сдержанно оценил посредственные треки в стилях хип-хоп и метал, но было замечено, что игрок может по желанию настроить воспроизведение музыки в меню. Критик сайта PlayGround.ru отметил, что музыка в Most Wanted, как и в предыдущих частях, довольно хороша, однако обозреватель больше предпочитает композиции из Underground и Underground 2. Негативный отзыв оставил Дугласс С. Перри, раскритиковав «очередной безвкусный саундтрек EA».
Оценки версий игры для портативных консолей Game Boy Advance и Nintendo DS были более низкими; первая получила 67,33 % на GameRankings, а вторая — 46,89 % и 45/100 на GameRankings и Metacritic соответственно. Фрэнк Прово из сайта GameSpot поставил версии для Game Boy Advance 6,2 балла из 10 возможных. При этом критик замечает, что визуально 3D-движок в игре неплохой, и что игра, в сравнении с другими гоночными проектами на GBA, выглядит хорошо, но критике подверглись отсутствие некоторых особенностей консольных выпусков, недочёты в графике и небольшое влияние полиции в гонках. Отзыв для версии на Nintendo DS был ещё более негативным, заключив, что «версия для DS является некорректной и бледной подделкой консольного собрата». Были раскритикованы многочисленные баги, проблематичное управление, а также ужасные звуковые эффекты автомобилей, которые рецензент сравнил со звуком газонокосилок и консервных банок; оценена игра для DS в 5,3 балла из 10. Похожие претензии звучали со стороны представителей из IGN и Nintendo World Report, которые разочаровались «плохим управлением» и «посредственными визуальными эффектами».
Need for Speed: Most Wanted 5-1-0 для PlayStation Portable была в целом положительно оценена, получив 74,13 % и 72/100 на GameRankings и Metacritic соответственно. В обзоре Need for Speed: Most Wanted 5-1-0 критик сайта IGN назвал проект «твёрдо развитой гоночной игрой для PSP». Критик положительно отнёсся к возможностям по настройке автомобилей и похвалил игровой процесс, но отметил и некоторые недочёты в дизайне и функциях. В итоге игра была оценена в 7,5 баллов из 10. Алекс Наварро из GameSpot оценил игру в 6,9 баллов из 10. Из достоинств критик назвал режим многопользовательской игры до четырёх игроков, «очень привлекательные» визуальные эффекты, длинный режим карьеры и хороший саундтрек. Тем не менее отсутствие некоторых возможностей консольной версии, таких как сюжет и ролики, по его мнению, снижают общую привлекательность проекта. Наварро также обратил внимание на приглушённые звуковые эффекты и технические недоработки. В итоге Need for Speed: Most wanted 5-1-0 был назван достойной гонкой, но не обязательной для владельцев PSP.
Версия игры для мобильных телефонов получила в основном позитивные отзывы от критиков. На GameRankings средняя оценка составляет 78,50 %. Обозреватель Леви Бьюкенен из сайта IGN поставил оценку 9,1 баллов из 10 возможных и отмечает, что «если у вас есть телефон с поддержкой 3D, Need for Speed: Most Wanted является просто обязательным к скачиванию». Рецензент относит к плюсам улучшенное, в сравнении с мобильной версией Underground 2, управление, высокое качество графики и звука. Бьюкенен также заявил, что 3D-графика даже затмевает некоторые из лучших работ Gameloft. В итоге критик сказал: «Need for Speed: Most Wanted является великолепным достижением не только для EA Mobile, но и для мобильных игр вообще». Джеф Герстманн из GameSpot оценил проект на телефонах более сдержанно, поставив 6,6 баллов из 10. Хотя критик отметил впечатляющую техническую часть и музыкальное сопровождение, тем не менее выделил такие недостатки, как не очень весёлый игровой процесс, «жестяной» звук и «расплывчатую» графику. «Если вы такой человек, который просто хочет продемонстрировать друзьям, на что способен ваш телефон, на это стоит посмотреть» — заявил Герстманн. На сайте AllGame эта версия получила оценку в 3 звезды из 5.

### Продажи
Need for Speed: Most Wanted стал коммерчески успешным проектом. Игра получила статус «бестселлера» на всех платформах. 13 декабря 2005 года журнал Famitsu сообщил, что в Японии Most Wanted продалась тиражом в 6842 копий, заняв третье место по продажам среди игр на Xbox 360. В мае 2006 года компания Electronic Arts сообщила, что было продано более 1 миллиона копий игры, а в августе того же года Most Wanted попала в десятку чарта продаж Великобритании.
В 2009 году было продано более 16 миллионов экземпляров игры по всему миру, 3,9 миллиона из которых — продажи в США, что сделало Most Wanted самой продаваемой игрой серии Need for Speed.

### Влияние
В 2006 году был выпущен сиквел игры под названием Need for Speed: Carbon, который продолжает сюжетную линию с того самого момента, где прекращается Most Wanted, а суть игры во многих чертах повторяет игровую механику предыдущей части.
Need for Speed: Most Wanted была переиздана в 2006 году как часть сборника Need for Speed: Collector’s Series, выпущенный для консоли PlayStation 2, а в следующем году — для персональных компьютеров. В 2012 году Need for Speed: Most Wanted стала доступна для скачивания в PlayStation Store для консоли PlayStation 3 в разделе «PS2 Classics».
18 апреля 2012 года интернет-магазин BT Games выставил для предварительного заказа игры от Electronic Arts, которые ещё не были официально анонсированы. Утечка информации привела к появлению слухов о работе над второй частью Most Wanted. Одноимённый ремейк Need for Speed: Most Wanted вышел осенью 2012 года. Новая игра была разработана студией Criterion Games.
Большую популярность среди фанатов Need for Speed: Most Wanted приобрёл автомобиль BMW M3 GTR E46. Помимо оригинальной Most Wanted, этот автомобиль появился в следующей игре — Need for Speed: Carbon, а также в Need for Speed: Most Wanted 2012 года в версиях для iOS и Android. В игре Need for Speed 2015 года BMW M3 E46 входит в коллекционное издание Deluxe Edition.

## Наследие

### Need for Speed: Carbon
Need for Speed: Carbon — компьютерная игра серии Need for Speed в жанре аркадных автогонок, разработанная студией EA Black Box и изданная компанией Electronic Arts в 2006 году. В России Need for Speed: Carbon была издана компанией «1С-СофтКлаб» полностью на русском языке. Игра является прямым продолжением Need for Speed: Most Wanted 2005 года.
Действия игры происходят в городе Палмонт, по которому игроку, как и в Most Wanted, предоставлена свобода передвижения. По сюжету главный герой должен побеждать в гонках городских районов и собрать команду, чтобы разобраться в истории с украденной сумкой денег. Действие вновь переносится в ночное время суток. Основными нововведениями в Need for Speed: Carbon являются возможность собрать команду гонщиков и захват районов. Также в Carbon впервые появляется система тюнинга Autosculpt. В отличие от предыдущей части игры, полиция в Carbon менее активна и основной акцент делается на гоночные состязания и тюнинг автомобилей.

### Need for Speed: Most Wanted (2012)
О разработке ещё одной игры в серии Need for Speed стало известно в ноябре 2011 года, когда Criterion Games опубликовала объявление о «поиске талантливых художников для работы над игрой номер один в мире в жанре аркадных гонок». По данным объявления, игроков ожидают «развлекательные, неотразимые внутриигровые кино-вставки», а также «интенсивные автомобильные гонки, ужасающие прыжки, безумные аварии и эпические погони». Ранее в том же году из другого описания вакансии стало известно, что ведётся разработка игры с «правдоподобным, подходящим для открытых миров ИИ для автогонщиков»
11 января 2012 года ретейлер GAME заявил, что EA планирует выпустить новую игру серии Need for Speed в течение 2012 года. 23 января креативный директор Criterion Games, Крейг Салливан заявил в Twitter, что студия в Гилфорде «очень много расскажет в ближайшие месяцы». Салливан не указал каких-либо подробностей. 8 апреля в южноафриканском интернет-магазине BTGames начался предзаказ нескольких игр, в том числе, NFS: Most Wanted 2012. 7 мая EA подтвердили, что не объявленный на тот момент NFS: Most Wanted 2012 будет выпущен в 3-м  финансовом квартале 2012 года (в период октябрь-декабрь). 25 мая на TwitchTV было подтверждено, что NFS: Most Wanted 2012 появится на выставке E3 2012.
Игра была представлена на выставке E3 2012 4 июня. Было продемонстрировано несколько игровых режимов: гонки по городу без точного маршрута (можно «срезать» углы и всячески мешать соперникам); прыжки с трамплинов с целью улететь дальше всех; гонки с целью набрать максимальную скорость, проезжая мимо камеры наблюдения. Criterion Games объявила о том, что игра выйдет 30 октября 2012 в США.
Ближе к 2020-м годам стало известно, что Criterion Games изначально создавала именно продолжение Need for Speed: Most Wanted (2005). Были опубликованы ранние билды, в которых узнавалась оригинальная часть. По сюжету, с момента событий Need for Speed: Most Wanted (2005) прошло более 7 лет, главный герой всё ещё в розыске. Методом принуждения, неизвестный предлагает герою начать гонять в городе Фэйрхевен, где начали практиковать чёрный список. У каждого гонщика из списка должна была быть уникальная технология. Однако из-за очень сжатых сроков разработки пришлось удалять из альфа-версии не реализованные функции и, по итогу, игра стала перезапуском Need for Speed: Most Wanted (2005). Игра должна была носить название «Need for Speed: Most Wanted 2».